# Laffly BSS 163 - EPM
Le Laffly BSS - EPM est un camion de Pompiers de la marque Laffly.
EPM signifie Échelle sur Porteur Motorisée.
Ce véhicule était destiné à la lutte contre les incendies, il disposait d'une échelle de 24 m sur porteur.